# 尼克·貝吉奇
老尼古拉斯·約瑟夫·貝吉奇（英語：Joseph Begich；1932年4月6日—1972年10月16日失踪—1972年12月29日宣告死亡），美國民主黨籍政治人物，曾擔任阿拉斯加州美國眾議員，據推測其已於1972年阿拉斯加州一起輕型飛機墜毀事故中喪生，然遺體至今仍未被發現。

## 早年生活
尼克·貝吉奇出生於明尼蘇達州艾夫雷斯，並於此處度過早年生活，父親為約翰·貝吉奇（John Begich，né Begić），出生於克羅埃西亞烏德比納波德拉帕帢（Podlapača），母親為安娜·貝吉奇（Anna，née Martinić）亦出生於克羅埃西亞。尼克·貝吉奇在1952年至1954年間分別獲得聖克勞德州立大學文學學士及明尼蘇達大學文學碩士學位，而後更前往科羅拉多大學波德分校和北達科他大學攻讀研究所課程。

## 職業生涯
尼克·貝吉奇在從政前曾於安克拉治擔任學校指導顧問、安克拉治學校系統學生人事總監，後轉任理查森堡學校總監。1962年，尼克·貝吉奇當選阿拉斯加州參議員，共任職兩屆八年，同時亦於阿拉斯加大學安克雷奇分校教授政治學。
1968年，尼克·貝吉奇宣布競選聯邦眾議院阿拉斯加州單一選區眾議員，但輸給共和黨籍時任阿拉斯加州聯邦眾議員霍華·華萊士·波洛克。1970年，尼克·貝吉奇再次競選阿拉斯加州聯邦眾議員，打敗因霍華·波洛克競選阿拉斯加州州長所替補的共和黨候選人銀行家法蘭克·穆考斯基，後者後來分別當選聯邦參議員和阿拉斯加州長。1972年，尼克·貝吉奇欲競選連任，然遭到共和黨籍阿拉斯加州參議員唐·揚帶頭反對。
1972年11月7日，尼克·貝吉奇在失蹤的情況下仍以56%得票率贏得該年度阿拉斯加州聯邦眾議員選舉，而共和黨籍候選人唐·揚僅獲得44%得票率。然在尼克·貝吉奇被宣布死亡後，隔年所舉行的特別選舉中，由唐·揚擊敗民主黨籍艾米爾·諾蒂，此後該席位連續49年皆由唐·揚擔任，直至2022年3月18日他逝世為止。

## 意外失踪

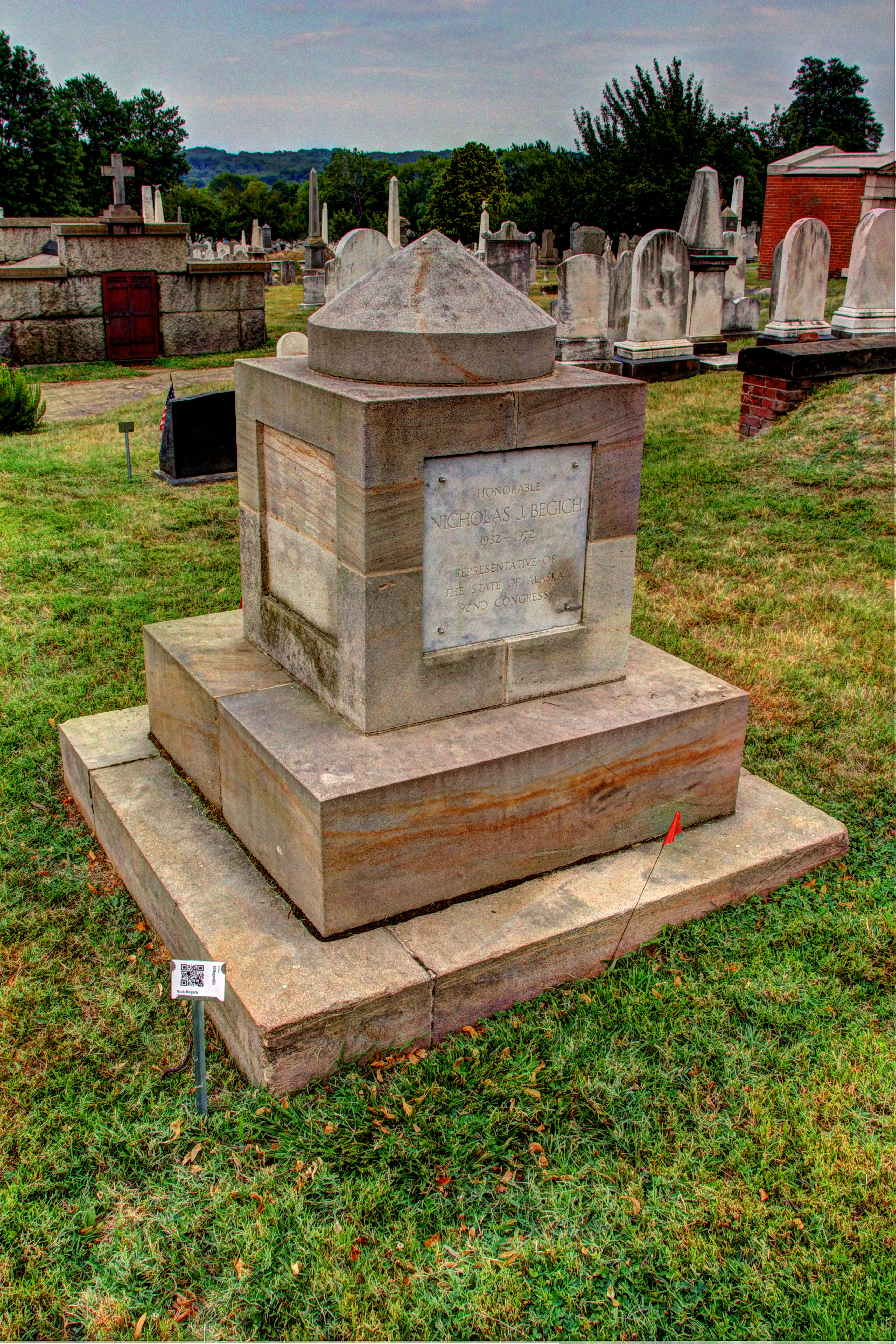
位在美國國會公墓的尼克·貝吉奇紀念碑

1972年10月16日，他和來自路易斯安那州的聯邦眾議院多數黨領袖黑爾·霸格斯、助理拉索爾·布朗（Russell Brown）、飛行員唐·瓊茲（Don Jonz）等四人，在乘坐輕型雙引擎飛機塞斯納310從安克拉治飛往朱諾參加選舉籌款活動的途中失踪。事發過後，由海岸警衛隊、海軍、陸軍、空軍、民間航空巡邏隊和民眾所組成的聯合搜救大隊出動尋找失蹤的四人和失事的塞斯納310飛機。1972年11月24日，在進行39天漫長無果的搜救後，空中搜索宣佈終止，最終飛機及其四名乘客均未尋獲，1972年12月29日尼克·貝吉奇等人遭宣告死亡。
根據《阿拉斯加州法典》第二編第三十五章第115條（Alaska state statutes section 02.35.115）所規定，航空器必須配備緊急位置發射機裝置（Emergency Locator Transmitter, ELT），該法於失事前五週的1972年9月6日生效。同時該法參考1971年9月21日公佈的《聯邦航空法規》第九十一編第五十二章（Federal Aviation Regulation 91.52），所強制要求此類航空器上需安裝緊急位置發射機之規定，但該法對此前飛機的緩衝日期為1973年12月30日，因此導致搜索過程中無法接收及辨別來自飛機的緊急位置發射機信號。而國家運輸安全委員會在其事件報告中表示，在阿拉斯加州費爾班克斯的一架飛機上發現，飛行員所裝載的便攜式緊急位置發射機，可以代替原先飛機上的固定式緊急位置發射機。該報告亦指出，一名目擊者在飛行員的公事包中看件一樣，除了顏色外皆與便攜式緊急位置發射機相似之不明物體，該報告結論則指出該場意外中飛行員和飛機皆未有安裝緊急位置發射機。
1972年，阿拉斯加州惠提爾將該市最高建築哈齊大樓（Hodge Building）更名為貝吉奇塔，以紀念尼克·貝吉奇。同時波蒂奇湖的貝吉奇及霸格斯遊客中心（Begich, Boggs Visitor Center）和北方三英里處之貝吉奇峰，皆以尼克·貝吉奇的名字命名。
2015年11月，《西雅圖周刊》（Seattle Weekly）的一篇報導詳細介紹了記者喬納森·沃爾薩克（Jonathan Walczak）的工作，該記者自2012年起長期調查飛機失事和隨後發生之事件，以梳理搭載尼克·貝吉奇和黑爾·霸格斯的航班之命運；其亦創建名為「阿拉斯加州失踪案」（Missing in Alaska）的播客，來探討尼克·貝吉奇失踪案，並將其導向聯邦調查局局長約翰·埃德加·胡佛或在土桑活動的底特律夥伴關係暗殺黑爾·霸格斯的陰謀論，該播客最終由清晰頻道通信公司於2020年夏季發佈。

## 選舉歷史
| 年度   |  | 共和黨                     | 得票數 | 得票率 |  | 民主黨                         | 得票數 | 得票率 |
| 1968年 |  | 霍華·華萊士·波洛克（現任） | 43,577 | 54.2%  |  | 尼古拉斯·約瑟夫·貝吉奇         | 36,785 | 45.8%  |
| 1970年 |  | 法蘭克·休斯·穆考斯基       | 35,947 | 44.9%  |  | 尼古拉斯·約瑟夫·貝吉奇         | 44,137 | 55.1%  |
| 1972年 |  | 唐·揚                      | 41,750 | 43.8%  |  | 尼古拉斯·約瑟夫·貝吉奇（現任） | 53,651 | 56.2%  |

## 家族成員
1956年，尼克·貝吉奇與綽號佩吉（Pegge）的瑪格麗特·珍·珍卓（Margaret Jean Jendro）結婚，兩人育有六子女：小尼克·貝吉奇（Nick Jr.）、馬克·貝吉奇（Mark）、尼歇爾·貝吉奇（Nichelle）、湯姆·貝吉奇（Tom）、史蒂芬妮·貝吉奇（Stephanie）和保羅·貝吉奇（Paul）。當中馬克·貝吉奇曾當選為安克拉治自治議會議員，隨後更成為該市市長，並於2008年以微弱優勢擊敗選前八天被判犯有七項重罪而身陷阿拉斯加政治腐敗調查的共和黨籍現任聯邦參議員泰德·史蒂芬，進而當選阿拉斯加州聯邦參議員。2016年，湯姆·貝吉奇贏得阿拉斯加州參議院J選區的民主黨初選提名,並以93%得票率當選，並在2020年選區重劃後改隸I選區，並在2022年卸下該職位。
尼克·貝吉奇的兄長約瑟夫·貝吉奇亦曾在家鄉艾夫雷斯的明尼蘇達州眾議院任職議員18年，他的遺孀瑪格麗特·珍·貝吉奇亦與傑利·馬克斯·帕斯利（Jerry Max Pasley）維持短暫婚姻關係，並曾在1984年和1986年競選聯邦眾議員，但皆被現任聯邦眾議員唐·揚擊敗。
小尼克·貝吉奇之子、尼克·貝吉奇之孫的尼克·貝吉奇三世，曾代表共和黨於2016年、2022年分別投入安克拉治市議會第2選區A席次及聯邦眾議院阿拉斯加州單一國會選區席次選舉，然皆以落選作收。2024年，他以共和黨籍候選人身份擊敗民主黨籍現任聯邦眾議員瑪麗·珀爾托拉，進而當選阿拉斯加州聯邦眾議員。